# Hazel Flood
Hazel Flood é uma jovem mulher negra determinada e espirituosa, conhecida por sua habilidade mágica de manipular os fios do mundo espiritual como uma Weaver. Dotada de empatia e coragem, Hazel é movida pela busca por sua mãe desaparecida após um desastre natural que afeta profundamente sua cidade natal. Sua jornada é marcada por encontros com entidades folclóricas, desafios emocionais e a descoberta de um legado ancestral que a conecta ao mundo místico.
A personagem aparece como protagonista no jogo eletrônico South of Midnight, lançado em 2025 pela Compulsion Games.

## Biografia
Hazel é uma jovem mulher negra da cidade fictícia de Prospero, localizada no Deep South dos EUA. Durante um furacão, sua mãe é levada e, ao persegui-la, Hazel desperta poderes místicos como "Weaver", capaz de manipular fios mágicos chamados "Strands" para reparar o "Grand Tapestry" e enfrentar entidades chamadas "Haints".

## Personalidade e representação
Ela é retratada como confiante, resiliente e com profundidade emocional, navegando traumas familiares e culturais. A Compulsion Games priorizou autenticidade cultural, utilizando consultoria sobre o folclore do Deep South e dialetos, assim como direção de voz e mo-cap sob Ahmed Best.

## Habilidades

### Tecelagem (Weaving)
Como uma Weaver, Hazel é capaz de manipular os Strands, fios místicos que conectam o mundo espiritual ao físico. Essa habilidade permite que ela desfaça nós espirituais causados por traumas e distorções, restaurando a integridade do ambiente. Após derrotar um Haint, Hazel utiliza essa tecelagem para curar rupturas e revitalizar a área afetada, promovendo a regeneração visual e simbólica do mundo ao seu redor.

### Combate e mobilidade
Hazel usa ganchos, duplo pulo, corridas em parede e magias como Push, Pull e Weave, combinando plataforma, evasão e combate em ritmo fluido, com foco em posicionamento e gestão de cooldowns.

### Companhia e folclore
Hazel Flood, protagonista de South of Midnight, é acompanhada por Crouton, seu boneco de crochê animado que serve como confidente e ferramenta em plataformas e combate. Ao longo de sua jornada pelo sul profundo dos EUA, Hazel encontra diversas criaturas baseadas no folclore regional:
- Two‑Toed Tom, um jacaré albino titânico, originalmente um animal de estimação maltratado que cresce de forma descontrolada por sua fome e trauma. No jogo, ele se torna um "monster king", simbolizando tragédia ambiental e humana.[4][5]
- Rougarou, derivado da lenda cajun do lobisomem da Louisiana. No enredo, é um menino órfão que testemunhou traumas profundos e foi transformado nessa criatura coruja-lobisomem; Hazel desempenha papel decisivo em ajudá-lo a recuperar sua identidade.[4][5]
- Catfish, o peixe-gato gigante falante, que aparece preso a uma árvore após o furacão e atua como narrador e guia espiritual de Hazel, apresentando-lhe o poder de "Weaver" e conduzindo-a nos capítulos do jogo.[6][7]

Estes encontros reforçam o tema central de South of Midnight, onde Hazel, reconhecida como uma “Weaver” — capaz de manipular a “Grand Tapestry” e desfazer “stigma” (feridas emocionais personificadas) — busca resgatar a mãe enquanto reconstrói o equilíbrio do mundo. A narrativa entrelaça elementos do folclore do sul dos EUA com temas como trauma, resiliência e reconexão com o passado, criando uma atmosfera rica e emocionalmente carregada.

## Recepção
A crítica elogiou Hazel como protagonista, destacando sua representação e abordagem emocional, além da ambientação culturalmente rica e artística. Alguns críticos apontaram o combate como repetitivo ou superficial, embora ambientação, narrativa e desempenho fossem amplamente elogiados.